# 2696 Magion
2696 Magion eller 1980 HB är en asteroid i huvudbältet som upptäcktes den 16 april 1980 av den slovakiske astronomen L. Brožek vid Kleť-observatoriet. Den har fått sitt namn efter Tjeckoslovakiens första satellit, Magion 1.
Asteroiden har en diameter på ungefär 21 kilometer.